# Philydorini
Philydorini es una tribu de aves paseriformes perteneciente a la familia Furnariidae que incluye a 13 géneros con alrededor de 50 especies nativas de la América tropical (Neotrópico), donde se distribuyen desde el sur de México, a través de América Central y del Sur, hasta el norte de Argentina. Son aves insectívoras y esencialmente arborícolas, que encuentran su máxima diversidad en selvas húmedas, especialmente en la Amazonia y en la Mata Atlántica.

## Etimología
El nombre de la tribu deriva del género tipo: Philydor Spix, 1824, que etimológicamente se compone de las palabras del griego « φιλος philos»: que ama, y «ὑδωρ hudōr, ὑδατος hudatos»: agua; significando «que ama el agua».

## Taxonomía
El Comité de Clasificación de Sudamérica (SACC) propuso y aprobó dividir a la familia Furnariidae en tres subfamilias: Sclerurinae, basal a todos los furnáridos, Dendrocolaptinae (los trepatroncos) y Furnariinae; posteriormente se reorganizó la secuencia linear de géneros de acuerdo con los amplios estudios filogenéticos de Derryberry et al. (2011). También se propone dividir a Furnariinae en cinco o seis clados o tribus: Xenopini (a quien algunos autores tratan como subfamilia o hasta como familia separada), Berlepschiini, Pygarrhichadini, Furnariini, la presente Philydorini y Synallaxini, como adoptado por Aves del Mundo (HBW).
Otra alternativa, siguiendo al estudio de Ohlson et al. (2013), con base en diversos estudios genéticos anteriores, sería dividir a la familia Furnariidae en tres familias: Scleruridae,  Dendrocolaptidae, y la propia Furnariidae, con lo cual las cinco o seis tribus mencionadas tendrían el estatus de subfamilias.
El Comité Brasileño de Registros Ornitológicos (CBRO) adopta el concepto de división en tres familias, más Xenopidae, a partir de la Lista comentada de las aves de Brasil 2015, así como también la clasificación Avibase.

## Tribus y géneros
Siguiendo la secuencia filogenética adoptada por el SACC, la tribu agrupa los siguientes géneros:
- Anabazenops
- Neophilydor
- Megaxenops
- Cichlocolaptes
- Heliobletus
- Philydor
- Anabacerthia
- Syndactyla
- Ancistrops
- Dendroma
- Clibanornis
- Thripadectes
- Automolus